# Quamtana oku
Quamtana oku là một loài nhện trong họ Pholcidae. Loài này được phát hiện ở Kameroen.